# 7851 Azumino
7851 Azumino eller 1996 YW2 är en asteroid i huvudbältet som upptäcktes den 29 december 1996 av den japanska astronomen Naoto Satō vid Chichibu-observatoriet. Den är uppkallad efter Azumino i japan.
Asteroiden har en diameter på ungefär 5 kilometer.